# NGC 1254
NGC 1254 è una lontana galassia lenticolare (o ellittica) situata nella costellazione della Balena, a una distanza di circa 542 milioni di anni luce dalla nostra Via Lattea.

## Scoperta
La galassia è stata scoperta il 9 settembre 1864 dall'astronomo tedesco Albert Marth.